# アーメン・ボラディアン
アーメン・ボラディアン（Armen Boladian）は、アメリカ合衆国の実業家、元レコード・プロデューサー。1969年にミシガン州デトロイトでサウンズ・オブ・ゴスペル・レコードを、1970年にはウェストバウンド・レコードを創設した。ウェストバウンド・レコードは、ファンカデリックやオハイオ・プレイヤーズなどが所属し、モータウンとは異なるデトロイトのソウルミュージックを代表するレーベルであった。
2000年代以降のボラディアンは、もっぱら、1969年に創設した、実態は個人事業同然とされるブリッジポート・ミュージックの代表として活動している。ブリッジポートは、ジョージ・クリントンのカタログの大部分を所有する著作権管理会社であり、2001年には、許諾なしにクリントンの作品をサンプリングして用いたとして、500ほどの異なる著作権侵害の主張に基づき、800ほどのアーティストやスタジオを訴えた。